# Buch in Tirol
Buch in Tirol é um município da Áustria, situado no distrito de Schwaz, no estado do Tirol. Tem 9,52 km² de área e sua população em 2019 foi estimada em 2.606 habitantes.